# Ruta 9604 (Lima)
La ruta 9604 o "la 87" fue una ruta de transporte público del área metropolitana de Lima, que conecta los distritos del Callao y La Victoria. El trayecto de esta ruta constaba de 55 o 61 paradas dependiendo de la dirección y dura aproximadamente entre 2 horas.

## Características
Esta ruta de transporte público fue administrada por la empresa de transportes Cooperativa de Transportes Huáscar 87 Ltda., transitando por la urbe limeño-chalaca. Sucedió a la anterior ruta 9304, cuando el corredor 409 lo desplazó y su ruta se vio recortada hasta La Victoria.

### Autorización
La ruta 9604 se encontraba autorizada por la Municipalidad Metropolitana de Lima (MML) y la Autoridad de Transporte Urbano (ATU).

## Trayecto
Los autobuses de la ruta 9604 comenzaban a operar a las 5:00 a.m. y terminan a las 10:00 p.m. por los distritos del Callao, Bellavista y La Perla en la provincia constitucional del Callao; y los distritos de San Miguel, Pueblo Libre, Jesús María, Lima y La Victoria en la provincia de Lima, pasando por importantes lugares como la fortaleza Real Felipe, el óvalo La Perla, el Parque de la Naciones, Plaza San Miguel, la Pontificia Universidad Católica del Perú y la plaza Manco Cápac.

### Terminales
Su terminal de ida se encontraba en la urbanización Chucuito, en el Callao, y al llegar a la Victoria solo daba media vuelta para retornar al Callao.

### Recorrido
| Dirección                        | Avenidas y calles |
| -------------------------------- | --- |
| Ida Hacia San Juan de Lurigancho | Av. Miguel Grau - Jr. Colina - Jr. Francisco Bolognesi - Av. José Gálvez - Av. La Marina - Av. Universitaria - Av. Simón Bolívar - Av. Húsares de Junín - Av. Felipe Salaverry - Av. Cuba - Av. Alejandro Tirado - Av. Paseo de la República - Av. Isabel La Católica - Av. Manco Cápac - Av. Miguel Grau                                                                                   |
| Vuelta Hacia el Callao           | Av. Miguel Grau - Av. Abancay - Av. Manco Cápac - Av. Isabel la Católica - Av. Paseo de la República - Av. José Gálvez - Av. Alejandro Tirado - Av. Cuba - Av. Felipe Salaverry - Av. Mariátegui - Av. Franco - Av. Brasil - Av. Simón Bolívar - Av. Universitaria - Av. La Marina - Av. José Gálvez - Jr. Vigil - Jr. Apurímac - Jr. Guisse - Jr. Colón - C. Paz Soldán - Av. Miguel Grau. |

## Rutas relacionadas
IO52 (Callao - San Juan de Lurigancho), 4304 (Lurigancho - San Juan de Lurigancho), 3805 (San Juan de Lurigancho - Villa El Salvador), 8308 (Lurín - San Juan de Lurigancho), 9306 (Callao - San Juan de Lurigancho).